# Campionati europei di triathlon long distance del 2018
I Campionati europei di triathlon long distance del 2018 (XXV edizione) si sono tenuti a Madrid in Spagna, in data 23 settembre 2018.
Tra gli uomini ha vinto il belga Timothy Van Houtem, mentre la gara femminile è andata alla britannica Laura Siddall.

## Risultati

### Élite uomini
| Pos. | Pos.                       | Paese       | Nuoto    | Bici     | Corsa    | Totale   |
| ---- | -------------------------- | ----------- | -------- | -------- | -------- | -------- |
|      | Timothy Van Houtem         | Belgio      | 00:55:31 | 05:10:44 | 02:50:50 | 09:00:13 |
|      | Pablo Dapena Gonzalez      | Spagna      | 00:46:13 | 05:24:53 | 03:09:08 | 09:23:01 |
|      | Morten Brammer Olesen      | Danimarca   | 00:51:25 | 05:33:32 | 03:00:26 | 09:28:12 |
| 4    | Alejandro Santamaria Perez | Spagna      | 00:59:28 | 05:37:01 | 03:07:30 | 09:46:27 |
| 5    | Dirk Wijnalda              | Paesi Bassi | 00:57:59 | 05:46:43 | 03:02:57 | 09:50:22 |
| 6    | Javier García Gomez        | Spagna      | 00:59:44 | 05:33:00 | 03:50:30 | 10:27:52 |
| 7    | Carlos Lopez Diaz          | Spagna      | 00:46:10 | 05:37:57 | 04:12:04 | 10:39:10 |

### Élite donne
| Pos. | Pos.                | Paese       | Nuoto    | Bici     | Corsa    | Totale   |
| ---- | ------------------- | ----------- | -------- | -------- | -------- | -------- |
|      | Laura Siddall       | Regno Unito | 00:58:28 | 05:44:50 | 03:08:15 | 09:54:33 |
|      | Alexandra Tondeur   | Belgio      | 00:58:32 | 05:50:52 | 03:04:23 | 09:56:44 |
|      | Lisa Roberts        | Stati Uniti | 01:03:04 | 05:58:48 | 03:02:11 | 10:07:16 |
| 4    | Eva Wutti           | Austria     | 00:58:26 | 05:50:59 | 03:22:47 | 10:15:03 |
| 5    | Margie Santimaria   | Italia      | 00:53:39 | 06:07:17 | 03:42:02 | 10:46:05 |
| 6    | Helena Kotopulu     | Rep. Ceca   | 01:11:32 | 06:26:25 | 03:23:04 | 11:05:42 |
| 7    | Silvia Felt-Balbach | Germania    | 01:10:27 | 06:20:41 | 03:44:27 | 11:19:06 |
| 8    | Miriam Van Reijen   | Paesi Bassi | 01:08:57 | 06:55:25 | 03:30:25 | 11:38:47 |
| 9    | Vanessa Pereira     | Portogallo  | 01:05:13 | 06:55:44 | 03:56:03 | 12:01:20 |